# Раде Пашић
Радомир Раде Пашић (Београд, 1892 — Београд, 20. октобар 1964) био је српски и југословенски привредник и син политичара Николе Пашића.

## Биографија
Рођен је 1892. у Београду, као најстарије дете политичара Николе Пашића (1845—1926) и његове супруге Ђурђине, рођене Дуковић (—1947), који су се венчали 1891. у Фиренци. Поред Радомира, имали су и две ћерке — Даринку Дару (удату Пурић) и Петрославу Паву (удату Рачић).
Женио се три пута. У првом браку са гркињом Катарином Зотос (1895—1995) имао је двојицу синова — Николу (1918—2015) и Владимира (1920—1977). У другом браком са Катарином Пашић имао је троје деце — синове Петра (1929—1996), Ђорђа (1930—2024) и ћерку Ђурину. У трећем браку са Георгином Пашић није имао деце.